# Juan Pablo Vargas
Juan Pablo Vargas Campos (Grecia, 6 giugno 1995) è un calciatore costaricano, difensore del Millonarios e della nazionale costaricana.

## Carriera

### Nazionale
Con la nazionale costaricana ha esordito nel 2017 ed è stato convocato per la Gold Cup dello stesso anno.
Partecipa alla Coppa del Mondo in Qatar del 2022, dove realizza anche una rete in acrobazia nella sconfitta contro la Germania per 4-2.